# 奋乃静
奋乃静（英語：Lullan）是一种典型抗精神病药，最初在美国以Trilafon为商品名上市，临床使用已有数十年。

## 医疗用途
其主要用于治疗妄想、焦虑、精神分裂症、神经性呕吐

## 副作用
- 锥体外系反应，长期大量服用可引起迟发性运动障碍
- 泌乳素升高、口干、视物模糊、乏力、头晕、心动过速、便秘、出汗

### 少见
直立性低血压、粒细胞减少症、中毒性肝损伤、过敏性皮疹、恶性综合征